# Hirajama Szóta
Hirajama Szóta (Fukuoka, 1985. június 6. –) japán válogatott labdarúgó.
A japán U23-as válogatott tagjaként részt vett a 2004. évi nyári olimpiai játékokon.

## Statisztika
| Japán válogatott | Japán válogatott | Japán válogatott |
| Időszak          | Mérk.            | gól              |
| ---------------- | ---------------- | ---------------- |
| 2010             | 4                | 3                |
| Összesen         | 4                | 3                |